# Arme en mousse
 (août 2021).
Si vous disposez d'ouvrages ou d'articles de référence ou si vous connaissez des sites web de qualité traitant du thème abordé ici, merci de compléter l'article en donnant les références utiles à sa vérifiabilité et en les liant à la section « Notes et références ».
 (août 2021).

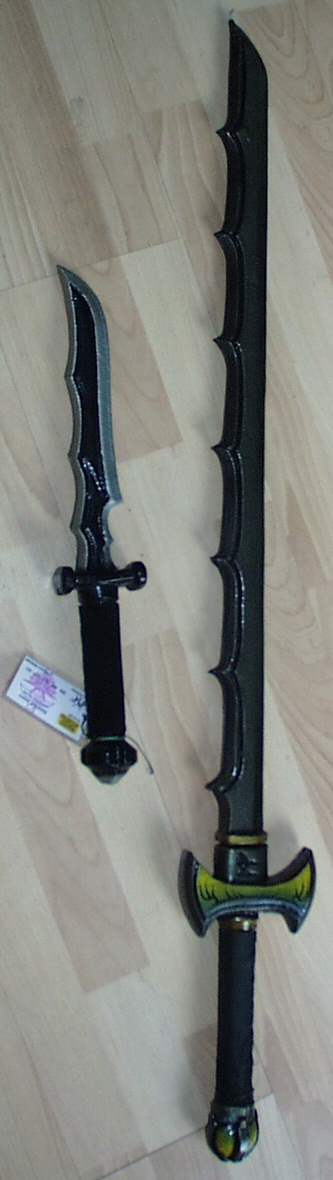
Épée et dague en latex.

Une arme en mousse ou arme en latex est une arme factice utilisée pour simuler des combats. Ces armes sont utilisées dans les jeux de rôle grandeur nature, la pratique de l'escrime ludique, la pratique des arts martiaux, certains jeux de combat ou bien comme jouets pour enfants.
Les armes en mousse représentent généralement des armes blanches (épée, couteau), des armes contondantes (bâton, marteau), des armes de jet (javelot, hachette à lancer), des armes improvisées (bout de bois, tabouret) ou bien des projectiles en mousse (pour arc, arbalète).

## Construction
Les armes GN (grandeur nature) sont construites à partir d'une base en fibres (fibre de carbone, de verre), de bambou voir de PVC pour la rendre résistante et rigide. On colle ensuite plusieurs couches de mousse autour que l'on sculpte pour donner la forme de l'arme. L'arme est ensuite latexée puis peinte et enfin vernie afin d'obtenir un rendu et une protection optimale.

### Composition standard
- Structure centrale - fibre de verre, fibre de carbone, bambou.
- Recouvrement - mousse à haute densité, latex, vernis.
- Pointe de fibre - recouverte de cuir pour ne pas transpercer la mousse.
- Fusée - seule partie d'une arme qui ne doit pas forcément être recouverte de mousse.
- Pommeau – couvert de mousse.

## Homologation
Une arme ne sera homologable que si elle est parfaitement adaptée au jeu de rôle grandeur nature (GN). Ceci permet de prévenir l'utilisation d'objets insolites et non-adaptés tels que les armes d'Halloween en plastique moulé, les couteaux d’entraînement d’arts martiaux, etc.

### Critères d’homologation
- Pointe : une pointe trop usée risque d'exposer la fibre et rend donc l'arme dangereuse.
- Poids : une arme trop lourde est plus douloureuse car son inertie est trop importante.
- Lame : ne doit pas avoir de surface dure ou de décollement.
- Garde : doit être solidaire à la structure.
- Pommeau : doit impérativement être en mousse et solidaire de la structure.
- Structure : fibre/corps ne doit pas être brisée, fendue, visible.
- Mousse : ne doit avoir aucune déchirure et être solidaire de la structure en tout endroit.

## Critères généraux de sécurité
- Poids : une arme trop lourde est plus douloureuse car son inertie est trop importante.
- Pointe : une pointe trop usée risque d'exposer l'âme (fibre) et rend donc l'arme dangereuse.
- Lame : ne doit pas avoir de surface dure ou de décollement entre les mousses.
- Garde : doit être solidaire de la structure.
- Pommeau: doit impérativement être en mousse et solidaire de la structure.
- Structure: âme/fibre ne doit pas être brisée, fendue, visible.
- Mousse : ne doit avoir aucune déchirure et être solidaire de la structure en tout endroit[1].

## Différents types d'armes en mousse

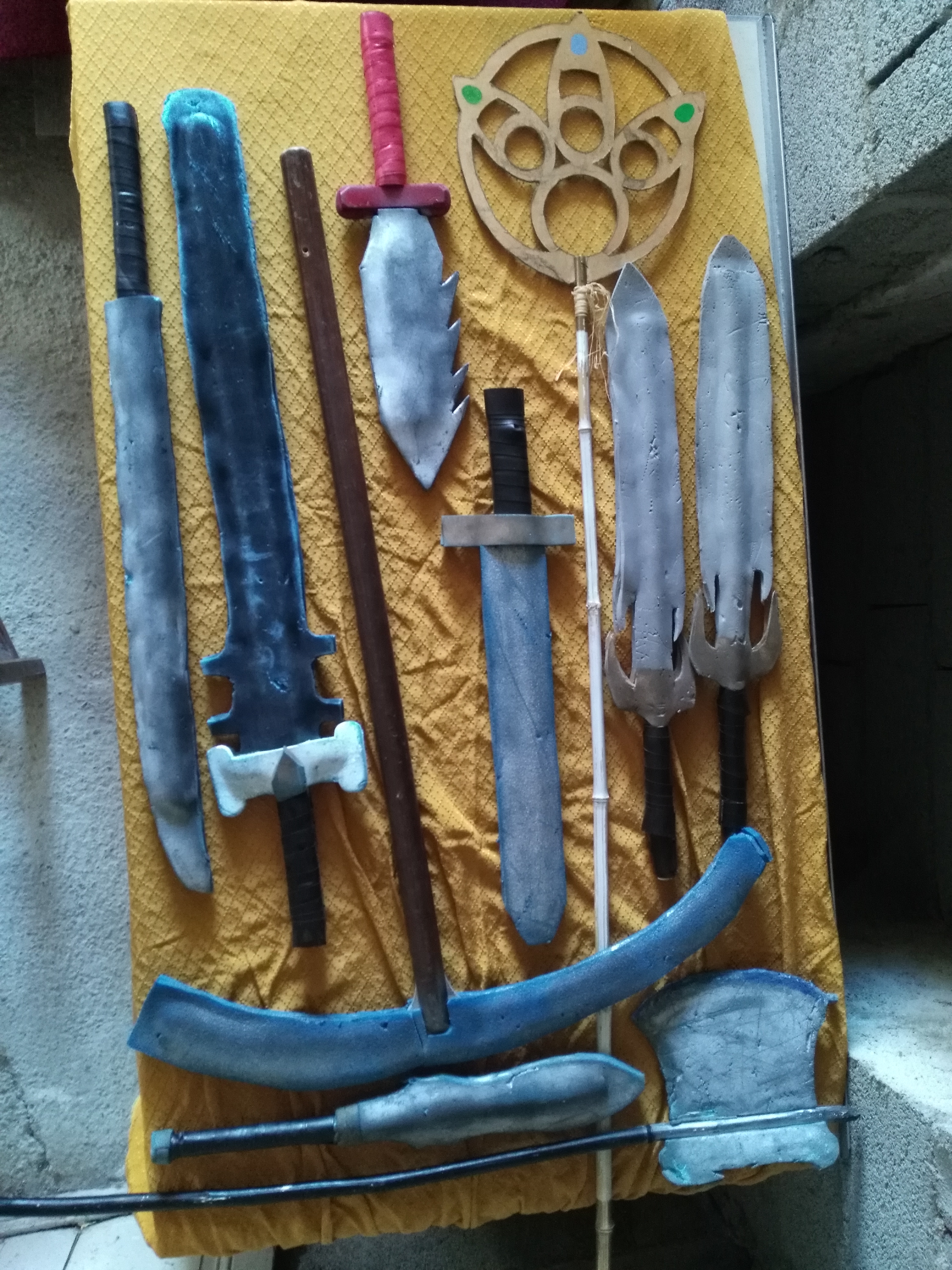
Une table avec des armes en mousse artisanales.

### Armes de contact
- Armes de contact classiques (épée, masse, arme d'hast, lance,...)
- Armes de contact articulées (fléaux, tri-bâtons,...)

Une arme de contact est une arme qui a été prévue pour toucher d'autres joueurs (exemple: épée, masse, arme d'hast, lance…). Elle doit donc être assez rigide que pour pouvoir être contrôlée, mais suffisamment flexible pour ne pas blesser un adversaire lors de la touche.

### Armes à distance
- Armes de trait (arc, arbalète)
- Projectiles avec structure (flèches et carreaux)
- Armes de jet (couteaux de lancé, shuriken, etc.)

### Les propulseurs de traits en mousse (Nerfs © et apparentés)
- Les armes types "Nerf" & Blasters
- Les sarbacanes

### Armes à munition lourdes
- Les armes à propulsion mécanique  (catapultes, balistes, etc.)
- Les armes à gaz comprimé
- Les armes de type "Patator" à laque  (canons, etc.)

## Standards classiques
| Types d'armes               | Longueur max. en cm | Longueur max. en pouces |
| --------------------------- | ------------------- | ----------------------- |
| Armes courtes               | 60                  | 23,62                   |
| Armes à une main ou bâtarde | 110                 | 43,31                   |
| Fléaux à une main           | 130                 | 51,18                   |
| Armes à deux mains          | 150                 | 59,06                   |
| Fléaux à deux mains         | 170                 | 66,92                   |
| Armes d'hast                | 220                 | 86,61                   |